# اسحاق
اسحاق (عبری: יִצְחָק‎) از شخصیت‌های سفر پیدایش در تنخ است. او یکی از سه شه‌پدر بنی‌اسرائیل و یکی از شخصیت‌های مهم ادیان ابراهیمی، از جمله یهودیت، مسیحیت و اسلام، است. اسحاق فرزند ابراهیم و ساره، پدر یعقوب و پدربزرگ اسباط اسرائیل بود. به گفته سفر پیدایش، او حدوداً اوایل هزاره دوم قبل از میلاد زیست، اما داستان حاوی اطلاعاتی است که نشان می‌دهد این قصه نمی‌تواند قبل از اواخر هزاره دوم قبل از میلاد شکل گرفته باشد.
به روایت سفر پیدایش، الوهیم به ابراهیم و ساره وعده فرزندی داده بود و این فرزند بعد از گذشت سال‌ها، زمانی که ابراهیم و ساره به ترتیب ۱۰۰ و ۹۰ ساله بودند، متولد شد و همان‌طور که الوهیم گفته بود، نامش را اسحاق گذاشتند. اسحاق، مطابق عهد ابراهیم و الوهیم، هشت روز بعد از تولد ختنه شد. سپس برای اینکه او تنها وارث ابراهیم باشد، اسماعیل و مادرش از خانه رانده شدند. در زمان جوانی اسحاق، ابراهیم او را به کوه موریا برد تا قربانی کند اما در آخرین لحظه فرشته‌ای از جانب خدا مانع شد. وقتی‌که اسحاق چهل ساله شد، ابراهیم خدمتکار خود را به بین‌النهرین فرستاد تا از خانواده برادرزاده‌اش برای او زنی پیدا کند که حاصل آن ازدواج اسحاق با ربه‌کا بود. این دو در آغاز صاحب فرزندی نشدند، اما بعد از دعای اسحاق به درگاه خدا، ربه‌کا باردار شد و عیسو و یعقوب را زایید. اسحاق در پیری نابینا شد. او قصد داشت به پسر بزرگش عیسو برکت دهد اما یعقوب به پدرش نیرنگ زد و برکت برادر خود را دزدید. سپس اسحاق یعقوب را نزد دایی‌اش لابان در بین‌النهرین فرستاد تا از خانواده مادرش زنی بگیرد. بیست سال بعد یعقوب به خانه بازگشت و با همکاری برادرش عیسو پدر خود را که در ۱۸۰ سالگی مرده بود، دفن کرد. اسحاق میان شه‌پدران بیشترین طول عمر را داراست. او تنها شه‌پدری است که نامش تغییر نکرد و از کنعان خارج نشد.
قربانی‌شدن اسحاق می‌تواند قصه‌ای نمادین از کنار گذاشته‌شدن سنت قربانی‌کردن فرزند توسط بنی‌اسرائیل باشد؛ شاهدی نیست که به‌طور مستقیم و به صراحت وجود این سنت در اسرائیل باستان را تأیید کند اما برخی از مورخان اعتقاد دارند تا پیش از اصلاحات دینی شاه یوشیا در مملکت یهودا در قرن هفتم قبل از میلاد، چنین سنتی به واقع در دین بنی‌اسرائیل وجود داشته و آنان نوزادان خود را به یهوه یا مولوخ تقدیم می‌کرده‌اند. این قصه در قرآن نیز بازگو شده اما نویسنده قرآن نام پسر قربانی را مشخص نکرده و اغلب مسلمانان او را اسماعیل می‌دانند که به نظر می‌رسد در این مسئله رقابت اعراب و یهودیان دخیل بوده‌است؛ البته افرادی چون طبری اسحاق را ذبیح دانسته‌اند.
هیچ اثری از اسحاق در آثار باستانی نیست و هیچ منبع مستقلی موجودیت این شخصیت را تأیید نکرده‌است؛ تاریخ‌دانان اسحاق را شخصیتی افسانه‌ای یا شخصیتی که از دوران زندگی عشایری یا نیمه‌عشایری در خاطر بنی اسرائیل باقی مانده، می‌دانند. شخصیت‌های موجود در داستان او در واقع هر کدام نماینده اجداد فرضی مردمانی هستند که اسرائیلیان با آن‌ها آشنا بودند. سرگذشت اسحاق از ترکیب داستان‌های عامیانه کوتاه و چندخطی به وجود آمده و همچنین میان زمان شکل‌گیری داستان‌ها و مکتوب‌شدن آن‌ها قرن‌ها فاصله وجود داشته‌است. داستان‌های اسحاق، یعقوب و ابراهیم در آغاز با یکدیگر ارتباطی نداشته‌اند و آن‌ها را با هدف ایجاد خانواده‌ای برکت‌یافته که جد ملت اسرائیل است، با هم ترکیب کرده‌اند.

## نام
اسحاق معرب نام عبری יִצְחָק به معنای «او می‌خندد/خواهد خندید» و از ریشه سامی سحق (به معنای خندیدن) است. در متون اوگاریتی قرن سیزدهم قبل از میلاد آثاری دربارهٔ لبخند خیرخواهانه ال، خدای بزرگ کنعانیان، کشف شده و اسحاق شاید مخفف یسحاق‌ئیل به معنای «ال می‌خندد» باشد، همان‌طور که اسماعیل (یشمائیل) هم به معنای «ال می‌شنود» است و خنده ال در متون اوگاریتی نیز از این نظریه پشتیبانی می‌کند. به هر صورت، فعل سحق به شخص (پدر یا پسر) اشاره ندارد و دربارهٔ یک خداست.
با این حال، سفر پیدایش این خنده را به ال منسوب نمی‌کند؛ بلکه به ابراهیم و ساره، پدر و مادر اسحاق، نسبت می‌دهد. طبق روایت تنخ، وقتی الوهیم به ابراهیم خبر داد سرانجام فرزندی خواهد داشت، او روی صورت افتاد و خندید زیرا ساره سن باروری را پشت سر گذاشته بود و خود نیز سن بالایی داشت. بعداً، ساره وقتی شنید سه پیام‌آور وعده خود را تجدید می‌کنند، به همان دلیل از درون خندید. با این حال، او زمانی که الوهیم از ابراهیم در این مورد سؤال کرد، خنده خود را منکر شد.

## روایت کتاب مقدس

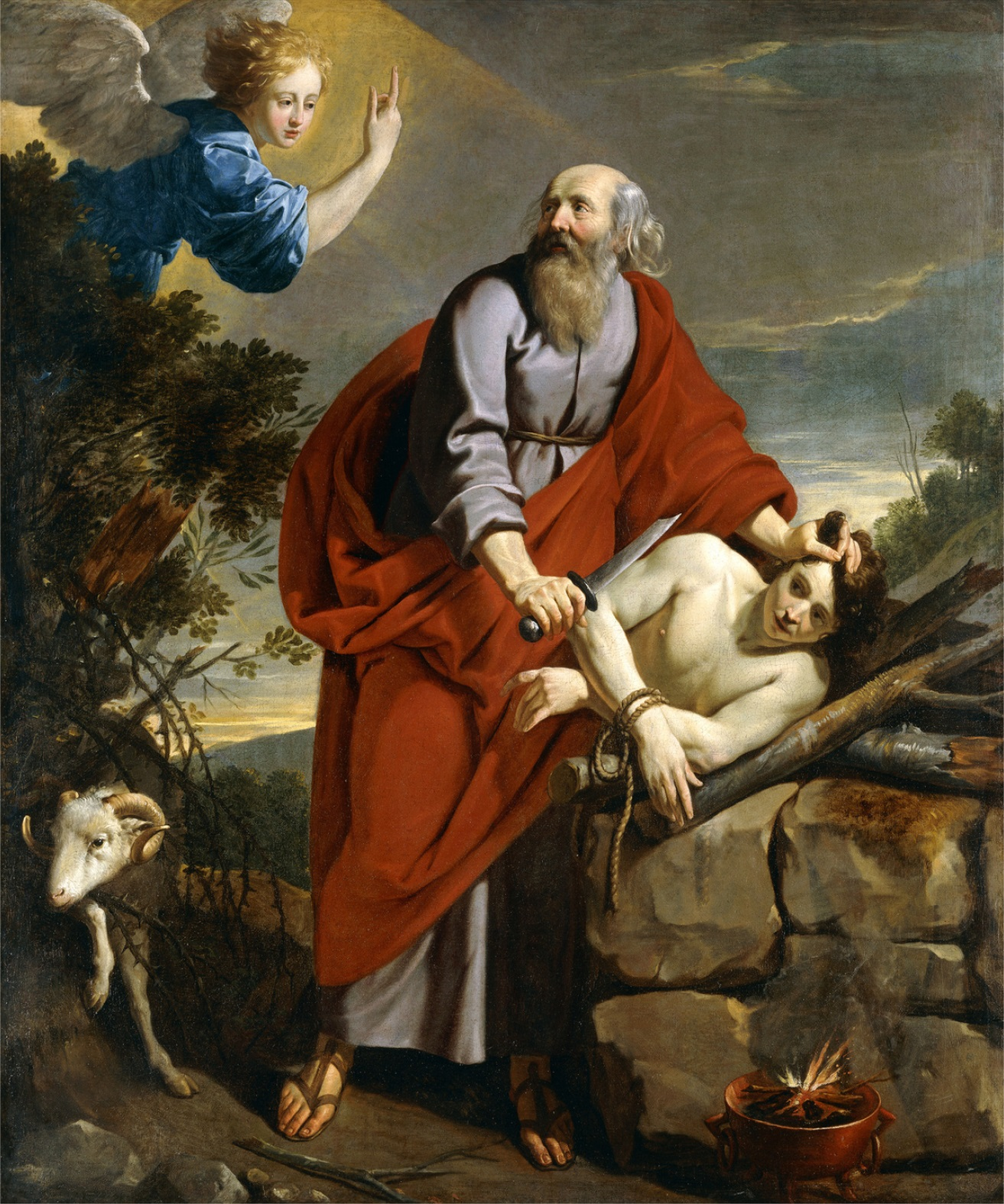
ذبح اسحاق توسط ابراهیم اثر فیلیپ دو شامپانی

سرگذشت اسحاق در باب‌های ۲۱ تا ۳۵ سفر پیدایش، اولین کتاب تورات در تنخ، روایت شده‌است. برخلاف دو شه‌پدر دیگر (ابراهیم و یعقوب)، پیدایش حاوی اطلاعات زیادی دربارهٔ اسحاق نیست. داستان تولد، کودکی و قربانی شدن او در واقع بخشی از داستان ابراهیم است و اسحاق شخصیت اول این روایات نیست. بعد از مرگ ابراهیم، اسحاق فقط در باب ۲۶ حضوری پر رنگ دارد و عمل قابل توجه دیگری از او سر نمی‌زند. در ادامه داستان او پیر شده‌است و قربانی نیرنگ ربه‌کا و یعقوب واقع می‌شود. به‌طور کلی می‌توان گفت با پایان حضور ابراهیم در داستان، داستان یعقوب آغاز شده‌است و اسحاق باز هم شخصیت دوم روایت است. حتی باب ۲۶ نیز بازتابی از روایت زندگی ابراهیم است و همچنین شباهت بسیار به داستان پسران یعقوب دارد.
الوهیم تولد پسری به نام اسحاق را به ابراهیم و ساره وعده داده بود. زمانی که ابراهیم به صد سالگی رسید، همسر اولش ساره که ۹۰ ساله بود، این پسر را زایید. تولد اسحاق ۲۵ سال بعد از آن رخ داد که خانواده ابراهیم به دلیل وعده خدا برای زایش فرزند از حران مهاجرت کرده بودند. نام او را خدا انتخاب کرد. اسحاق دومین پسر ابراهیم و اولین و تنها فرزند ساره بود؛ ابراهیم پیش از این از هاجر، کنیز ساره، فرزندی به نام اسماعیل داشت. نام ابراهیم تا پیش از این، ابرام بود اما پس از تولد فرزندش به ابراهیم تغییر کرد.
ختنه برای همه اعضای خانواده ابراهیم اجباری بود؛ زیرا ابراهیم در این مورد با خدا عهد بسته بود. اسحاق نیز در هشت‌روزگی ختنه شد. زمانی که اسحاق را از شیر گرفتند، ساره اسماعیل را دید که اسحاق را مسخره می‌کند. پس از همسرش خواست که هاجر و اسماعیل را بیرون کند تا اسحاق تنها وارث ابراهیم باشد. ابراهیم در این کار تردید داشت اما بعد از فرمان خدا، به خواسته همسرش تن داد. اطلاعات دیگری دربارهٔ کودکی اسحاق در کتاب مقدس وجود ندارد. حتی در روایت مربوط به مرگ ساره نیز اشاره‌ای به اسحاق نشده‌است.
ابراهیم اسحاق را در جوانی به کوه موریا برد تا به دستور خدا قربانگاهی بسازد و او را قربانی کند؛ چون اسحاق فرزند مورد علاقهٔ او بود. اگرچه کتاب مقدس سن اسحاق را مشخص نکرده‌است، مسلماً او به اندازه‌ای بزرگ شده بود که معنای قربانی شدن را بداند. اسحاق هیزم‌های مورد نیاز برای قربانگاه را شخصاً حمل کرد. چون قربان‌گاه آماده شد، اسحاق از ابراهیم پرسید: «بره قربانی کجاست؟» و ابراهیم پاسخ داد: «خدا بره قربانی خود را آماده خواهد کرد.» در کتاب مقدس آمده‌است که «هر دو با هم راه می‌رفتند» و اسحاق ساکت بود، که به معنای تسلیم او در برابر خواست خدا بود. زمانی که ابراهیم فرزندش را به قربانگاه بست و چاقو را برای کشتن او بیرون آورد، در آخرین لحظه فرشته‌ای از جانب خدا آمد و او را از این کار بازداشت. در عوض، از او خواست قوچی را قربانی کند که در آن نزدیکی بود.
ابراهیم قبل از اینکه اسحاق چهل ساله شود، خدمتکار خود العاذار را به بین‌النهرین فرستاد تا از خانواده برادرزاده‌اش بتوئیل همسری برای اسحاق پیدا کند. العاذار ربه‌کا، زنی آرامی را انتخاب کرد. ابراهیم در ۱۷۵ سالگی درگذشت و اسحاق و اسماعیل او را دفن کردند. گاهشماری این بخش از داستان سردرگم است؛ ابراهیم در زمان تولد اسحاق ۱۰۰ ساله بود و اسحاق در ۶۰ سالگی صاحب فرزند شد، در نتیجه ابراهیم باید ۱۵ سال بعد از تولد فرزندان اسحاق نیز زنده می‌ماند. در ادامه ماجرای تولد فرزندان اسحاق روایت شده‌است. اسحاق و ربه‌کا تا سال‌ها صاحب فرزندی نشدند و تصور می‌شد ربه‌کا نازاست. اسحاق برای او دعا کرد و ربه‌کار باردار شد و دو پسر، عیسو و یعقوب، زایید. اسحاق در زمان تولد پسرانش ۶۰ ساله بود. او عیسو را بیشتر دوست داشت و ربه‌کا یعقوب را. در روایات مربوط به اسحاق، به کنیز داشتن او اشاره‌ای نشده‌است. اسحاق بعد از مرگ پدرش به بئر لحی روی مهاجرت کرد. اما زمانی که آنجا درگیر قحطی شد، به سرزمین جرار در فلیسطیه کوچید که پدرش زمانی آنجا زندگی کرده بود. آن سرزمین هنوز مانند دوران ابراهیم تحت سلطه ابیملک بود. مثل ابراهیم، اسحاق نیز به دروغ همسرش را خواهر خود معرفی کرد زیرا می‌ترسید مردان جرار برای تصاحب همسرش او را بکشند. اسحاق سپس به کار چاه‌کنی مشغول شد. او از چاه‌هایی که پدرش کنده بود بازدید کرد و دریافت اهل فلیسطیه بعد از ابراهیم روی چاه‌ها را پوشانده‌اند. او همه چاه‌ها را احیا کرد و در طول مسیر بئرشبع چاه‌های بیشتری حفر کرد و سرانجام پیمانی مشابه توافقنامه پدرش با ابیملک بست.

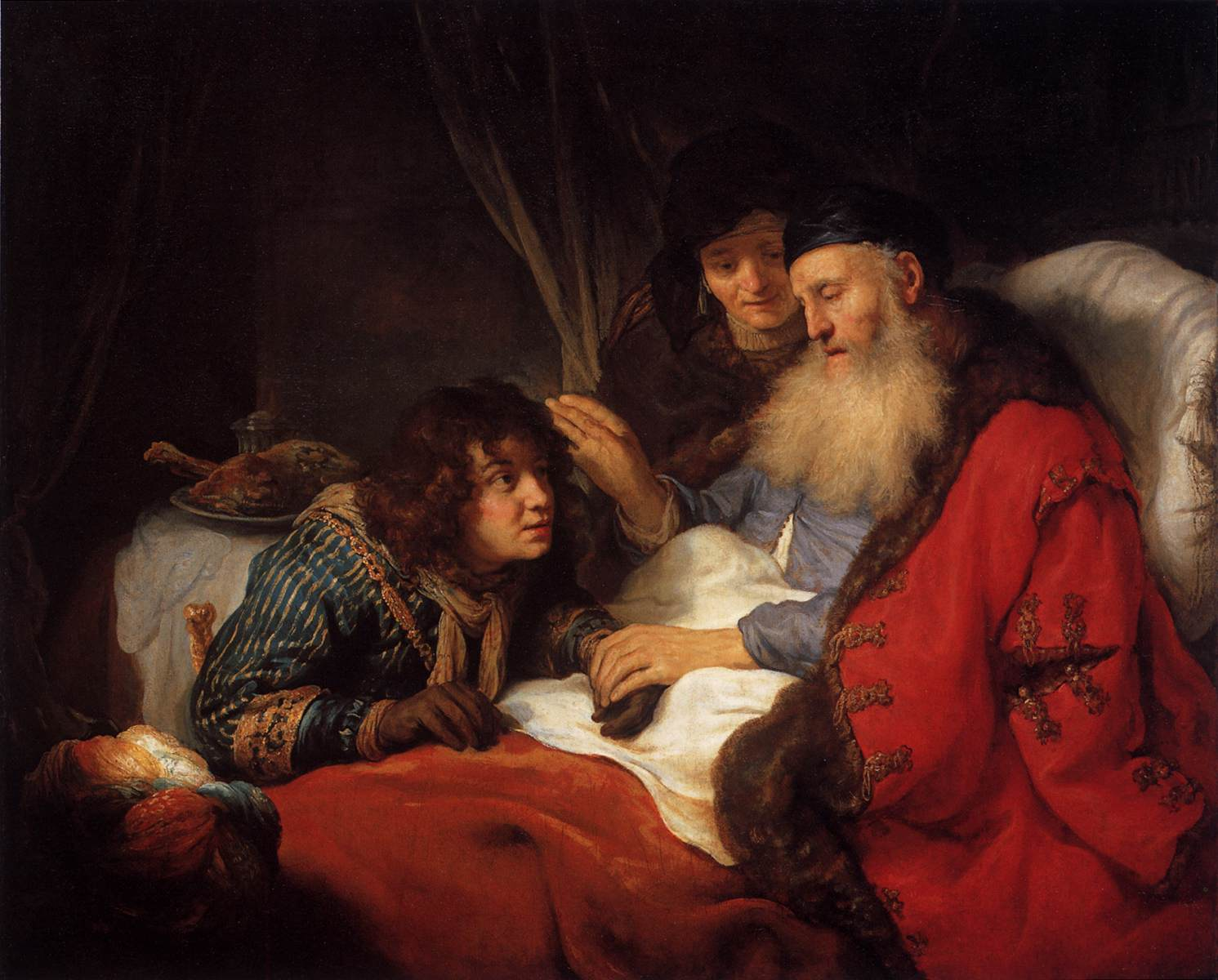
اسحاق به یعقوب برکت می‌دهد.

آخرین روایت مربوط به اسحاق در کتاب مقدس دربارهٔ پیری او و نیرنگ یعقوب به اوست. چون اسحاق پیر و نابینا شده بود و نمی‌دانست مرگش چه زمانی خواهد رسید، تصمیم گرفت به عیسو برکت دهد. روزی عیسو را فراخواند و از او خواست برایش آهویی شکار کند تا به او برکت دهد. عیسو به شکار رفت و در همین زمان، یعقوب مطابق توصیه مادرش، پدر نابینای خود را فریب داد و خود را عیسو معرفی کرد. اسحاق نیز یعقوب را به اشتباه برکت داد و او وارث اسحاق شد و بر برادرش سروری یافت. بنا به گفته سفر پیدایش، عیسو قبلاً در ازای «نان و خورشت عدس» حق نخست‌زادگی خود را به یعقوب فروخته بود. زان پس، یعقوب از ترس عیسو به تبعید رفت. مدتی بعد، اسحاق یعقوب را به بین‌النهرین فرستاد تا از خانواده برادرِ مادرش همسری انتخاب کند. یعقوب بیست سال نزد دایی خودش لابان کار کرد و سپس به خانه بازگشت. آن زمان با برادرش عیسو آشتی کرد و آن دو با همکاری هم پدرشان را که در ۱۸۰ سالگی مرده بود، دفن کردند. مطابق روایات سنتی محلی، اسحاق و ربه‌کا، به همراه ابراهیم، ساره، یعقوب و لیه، در غار مخپلا دفن شده‌اند. بعد از مرگ اسحاق، نام او ۵ مرتبه دیگر در سفر پیدایش به کار رفته‌است.

## دیدگاه تاریخی-انتقادی
مطابق اجماع‌نظر پژوهشگران حوزهٔ کتاب مقدس، اسحاق «شخصیتی افسانه‌ای» یا نمادین برای «دوران زندگی قبیله‌ای» یا «رهبری نیمه‌عشایری» اسرائیلیان است. هیچ منبعی خارج از کتاب مقدس به او اشاره نکرده‌است. به گفته ویلیام دِوِر، «بعد از یک قرن تحقیقات طاقت‌فرسا، همه باستان‌شناسانِ کاربلد از بازیابی هر چیزی که ابراهیم، اسحاق و یعقوب را به شخصیت‌های تاریخی تبدیل کند، ناامید شده‌اند.» به‌طور کلی، محققان اعتقاد دارند داستان‌های اسحاق، مانند قصه‌های دیگر شه‌پدران سفر پیدایش، ریشه در داستان‌های عامیانه یا سنت شفاهی مربوط به دوران دامداری عبرانیان دارد و از منبع پی وارد کتاب مقدس شده‌است و بین زمان گردآوری آن‌ها و داستان‌های موجود در کتاب، قرن‌ها فاصله است. قصه شه‌پدران کتاب مقدس در شرح کمبریج بر کتاب مقدس این‌گونه توصیف شده‌است:
با وجود تفاوت‌هایی که میان دوران این داستان‌ها و دورانِ زمان مکتوب شدن آن‌ها وجود دارد، این قصه‌ها شرایط سیاسی ادوار بعدی را بازتاب می‌دهند. بسیاری از روایات بر رابطه نیاکان و مردمی که در زمان آغاز روند مکتوب شدن این داستان‌ها (قرن ۸ قبل از میلاد) بخشی از جهان سیاسی اسرائیل هستند، تمرکز دارد. لوط نیای مردمان موأب و عمون در فرااردن است و مردمان عشایری که در شمال عربستان ساکن بودند در اسماعیل تجلی یافته‌اند. عیسو تجلی ادوم و لابان تجلی ممالک آرامی شمال اسرائیل است. یکی از مضامین پر رنگ داستان، تفاوت بین اجداد و مردم محلی کنعان است… در واقع، مضمون تفاوت‌ها میان یهودا و اسرائیل (که هر کدام در جد خود تجلی پیدا کرده‌اند) با همسایگان دوره پادشاهی به خوبی در دیدگاه دینی قرار گرفته تا تصمیم خدای یهودا و اسرائیل در برکت دادن به همه مردمان نشان داده شود.
در داستان، عیسو (ادوم) تابع یعقوب (اسرائیل) می‌شود که یادآور روایتی مربوط به پادشاهی داوود است که در آن، داوود سرزمین ادوم را تابع اسرائیل می‌کند. به گفته مارتین نوث، پژوهشگر تنخ، داستان اسحاق نسبت به داستان یعقوب، به دورهٔ فرهنگی قدیمی‌تری تعلق دارد. در آن زمان، قبایل بنی‌اسرائیل هنوز یکجانشین نشده بودند. آنان زمانی که به دنبال چراگاه بودند، با مردمان یکجانشین حاشیه جنوب فلیسطیه مواجه شدند. در نظر جوپسن، مورخ کتاب مقدس، اسحاق از مردم مناطق شمالی‌تر اسرائیل بوده‌است و در دفاع از فرضیه خود، به عبارتی در کتاب عاموس («مکان‌های والای اسحاق») ارجاع می‌دهد.
آلبرشت آلت و مارتین نوث معتقدند که شخصیت اسحاق زمانی جایگاه والاتری یافت که مضمون وعده وارد دین بنی‌اسرائیل شد. این مضمون در دین «خدای پدران» ریشه داشت و زمانی وارد عقاید آنان شد که با مردم جنوب فلیسطیه ارتباط برقرار کردند. به گفته نوث، زمانی که تورات در این دوره گسترش پیدا می‌کرد، جایگاه اسحاق به عنوان یکی شه‌پدران تثبیت شد اما بعدها او مرتبه خود را از دست داد تا مقام ابراهیم بالاتر رود. در آغاز، ارتباطی میان داستان‌های سه شه‌پدر وجود نداشت و بعداً آنها را با هدف ایجاد خانواده‌ای که از سوی خدا به آنان برکت داده می‌شود، مرتبط کرده‌اند. ابراهیم احتمالاً خدایی اجدادی بوده که در حبرون یا غار مخپلا پرستیده می‌شده و ارتباطی میان او و شهرهایی چون شکیم و بث‌ئیل وجود نداشته‌است؛ ابراهیم تنها زمانی با این شهرها پیوند خورد که در منابع روایی به پدر اسحاق تبدیل شد. کارکرد اصلی اسحاق — که اساساً در تورات شخصیت چندان مهمی نیست — می‌تواند برقراری پیوند خانوادگی میان فرزندان ابراهیم (اسباط یهودا در جنوب) و فرزندان یعقوب (اسرائیل شمالی) باشد و نتیجتاً، برتری اسرائیل بر همسایگانش (که تورات برای اکثرشان تباری شرم‌آور روایت کرده) را از طریق پاکی خون به اثبات برساند.
نشانه‌هایی وجود دارد که خدای شه‌پدران، با یهوه یکی نیست: او در این روایات «خدای ابراهیم و اسحاق و یعقوب» یا «خدای پدرم/خدای پدرت/خدای پدرش» نامیده شده‌است. تورات نیز به تمایز خدای موسی و عهد قبل از آن اشاره کرده‌است. در نظر جرج رمزی، این عبارات به خدای قبیله‌ای اشاره دارد که به همراه قبیله سفر می‌کرد. مجسمه‌های زیادی از بزها (به عنوان نشانه باروری) و ایزدبانوان برهنه از جنوب کنعان در میانه‌های عصر برنز یافت شده‌است؛ اهمیت زیادی باروری در هنر این دوره یادآور نگرانی ابراهیم و اسحاق و همسرانشان برای فرزنددارشدن است. احتمالاً در پس‌زمینه تاریخی داستان ذبح اسحاق سنت قربانی‌کردن انسان، به خصوص فرزند اول، نهفته و این ماجرا می‌تواند قصه‌ای نمادین از کنار گذاشته‌شدن این سنت از سوی اسرائیلیان باشد. به‌طور کلی مدرکی از چنین سنتی در اسرائیل باستان یافت نشده‌ اما گروهی از تاریخ‌پژوهان اعتقاد دارند تا پیش از اصلاحات دینی یوشیا، پادشاه یهودا در اواخر قرن هفتم ق‌م، قربانی‌کردن نوزادان — که به یهوه یا مولوخ تقدیم می‌شد — بخشی از دین بنی‌اسرائیل/یهودا بوده‌ و در زمان قربانی‌کردن نوزادان، مزامیر (زبور) را می‌خواندند.
هر چند داستان خود را در اوایل یا اواسط هزاره دوم قبل از میلاد می‌نماید، اما اشاره به روبرویی با فلیسطی‌ها، ازدواج با آرامی‌ها و تأسیس شهر بئرشبع نشان می‌دهد که این روایات مربوط به اواخر هزاره دوم قبل از میلاد یا حتی بعد از آن هستند. برخی اتفاقات مربوط به ابراهیم، اسحاق و یعقوب به‌طور کلی اعمال افراد و وقایع دوره پادشاهی را بازتاب می‌دهند. از آرامیان تا قبل از ۱۱۰۰ پیش از میلاد در کتیبه‌های بین‌النهرینی به‌طور رایج و مرسوم نام برده نشده‌است. فلیسطی‌ها نیز تا قبل از ۱۲۰۰ قبل از میلاد وارد کنعان نشدند. این تواریخ حتی از دوره موسی (با استناد به کتاب مقدس) نیز متاخرتر است. روایت کتاب از رابطه خونی میان بنی اسرائیل و آرامیان از دیدگاه مورخان جعلی و حاصل سنت روایی متاخر است. آرامیان حضوری حاشیه‌ای در داستان ندارند، بلکه همسران اسحاق و یعقوب آرامی‌تبارند و در نتیجه، قبایل اسرائیل از سمت مادر آرامی محسوب می‌شوند. مشخص نیست چرا و چگونه در زمانی که اسرائیل با آرامیان تخاصم و درگیری داشته، چنین امری وارد داستان شده‌است.

## در دیدگاه ادیان

### یهودیت

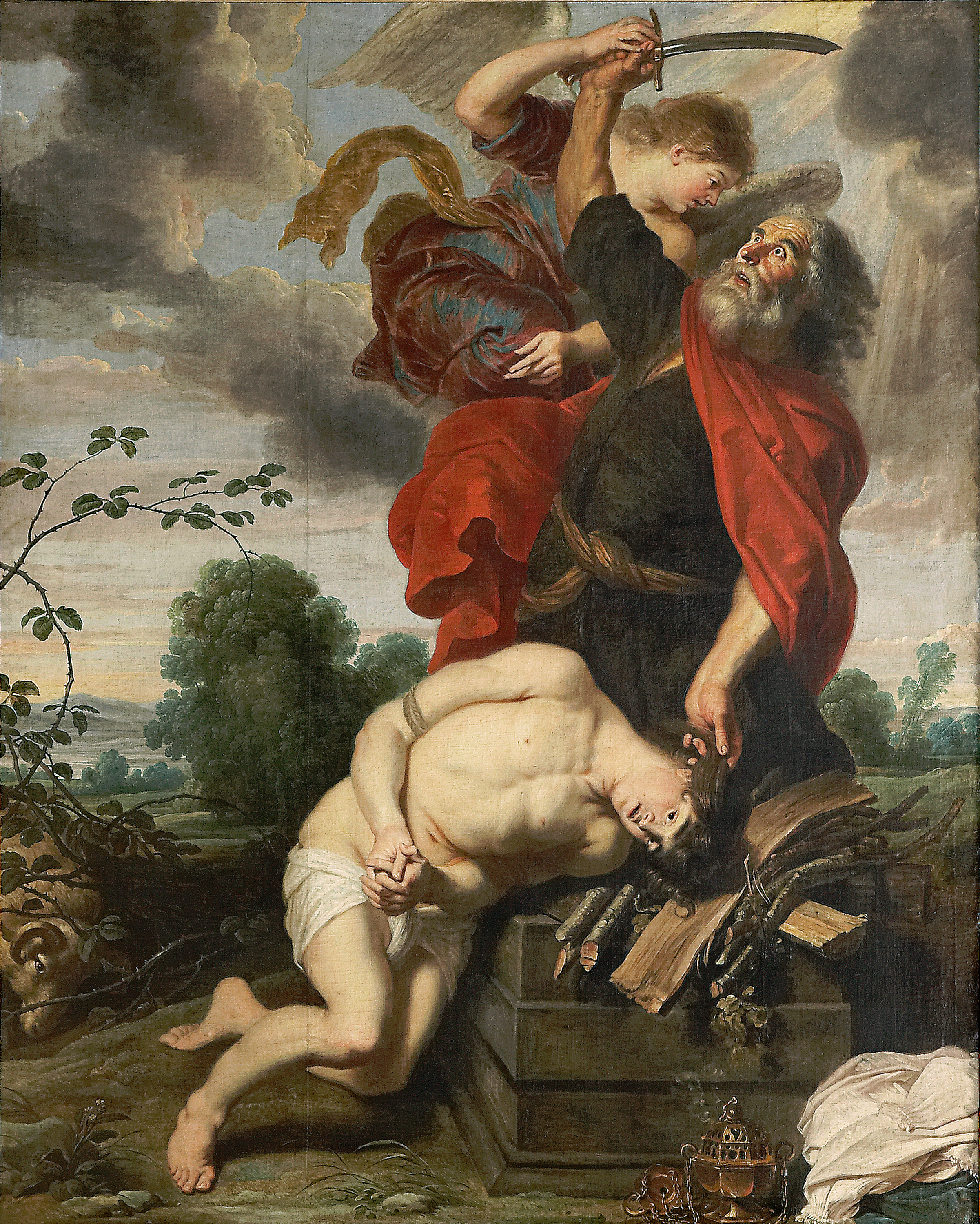
یک نقاشی از قربانی‌شدن اسحاق

در منابع سنتی یهودی، سن اسحاق زمان قربانی شدن ۳۷ سال بود که با نمایش او به عنوان یک کودک در آثار هنری تناقض دارد. ربی‌ها همچنین دلیل مرگ ساره، شنیدن خبر قربانی شدن اسحاق می‌دانستند. در سنت‌های متاخرتر یهودی، در زمان طلب مرحمت از خدا، به قربانی شدن اسحاق اشاره می‌شود. مفسران یهودی در اعصار بعدی، نقش اسحاق را نسبت به آنچه در کتاب مقدس گفته شده، گسترش داده‌اند. تمرکز اصلی در این نوشته‌ها بر قربانی شدن اسحاق است که در عبری آن را «انقیاد» می‌نامند. مطابق یکی از این تفاسیر، اسحاق در جریان قربانی شدن مرد و سپس دوباره زنده شد. تمایل اسحاق به قربانی شدن مطابق خواست خدا، به الگویی برای بسیاری از یهودیان تبدیل شد که کشته شدن را به زیر پا گذاشتن قوانین یهود ترجیح دادند.
مطابق سنت یهودی، نماز عصر را اسحاق بنیاد نهاد. این باور ریشه در باب ۲۴ از سفر پیدایش دارد: «اسحاق زمان شام بیرون رفت تا تفکر کند.» به گفته آگادا، اسحاق در اولین روز پسح متولد شد. در این روز زنان نازای دیگری نیز بچه‌دار شدند و خورشید به گونه‌ای می‌تابید که مثل آن تنها در عهد آخرالزمان دیده خواهد شد. اسحاق شباهت شدیدی به پدرش داشت تا آنان که رابطه پدر و پسری میان اینان را انکار می‌کردند و ابیملک را پدر اسحاق می‌دانستند، خاموش شوند.
در آگادا، برخلاف کتاب مقدس، شیطان است که اسحاق را می‌آزماید. او نزد خدا می‌رود و می‌گوید تو به این پیرمرد (ابراهیم) در این سن فرزندی دادی، اما او حتی کبوتری هم به عنوان قربانی تو به تقدیم نکرد. آن زمان، خدا تصمیم می‌گیرد به شیطان نشان دهد که ابراهیم حاضر است فرزندش را قربانی کند. مطابق یک سنت روایی دیگر، اسحاق شخصاً پیشنهاد داد قربانی شود زیرا اسماعیل خود را با ایمان‌تر می‌دانست، بدان دلیل که اسحاق در هشت روزگی ختنه شده بود، اما اسماعیل در سیزده سالگی، زمانی که می‌توانست سر باز بزند. در راه قربانگاه، شیطان تلاش کرد اسحاق را از اطاعت از پدرش باز بدارد، اما موفق نشد.
اسحاق تنها شه‌پدری بود که تمام عمرش را در کنعان سپری کرد. او یک مرتبه تلاش کرد آنجا را ترک کند، اما خدا مانعش شد. توضیح ربی‌ها این است که اسحاق تقریباً قربانی شد و هر کسی که قربانی شود، سرزمین اسرائیل را ترک نخواهد کرد. او بیشتر از همه شه‌پدران عمر کرد و نیز تنها شه‌پدری است که نامش تغییر نکرد. در ادبیات ربی‌ها همچنین نابینایی اسحاق در زمان پیری به قربانی شدن او مرتبط دانسته شده‌است: چشمان اسحاق نابینا شد زیرا اشک‌های فرشته‌های حاضر در آنجا در چشمانش ریختند. روایتی دیگر، زیاد نگاه کردن به عیسو را مسبب نابینایی اسحاق می‌داند.

### مسیحیت
کلیسای اولیه مسیحی مضمونی که در عهد جدید در مورد اسحاق به عنوان نوعی مسیح وجود دارد را ادامه و گسترش داد و کلیسا را مانند اسحاق «فرزند عهد» و مانند ابراهیم «پدر مؤمنان» معرفی می‌کرد. ترتولیان به شباهت میان هیزم بردنِ اسحاق برای قربانی شدن و حمل صلیب توسط عیسی اشاره کرده‌است. در بین مسیحیان توافق جامعی وجود دارد که هر چند همه فداکاری‌های قانون قدیم، نوعی پیش‌بینی برای فداکاری عیسی بودند، اما فداکاری اسحاق به‌طور ویژه‌ای او را یادآوری می‌کند. پدران کلیسا موضوع را بسط داده و تولد اسحاق از زنی نازا را مشابه تولد عیسی از زنی باکره دانسته‌اند. اسحاق توسط پدرش برای قربانی و عیسی نیز توسط پدرش برای مصلوب شدن پیشکش شدند. هر دوی اینان اطاعت کردند و به همین دلیل، از مرگ جستند. در نظر پدران کلیسا، ازدواج اسحاق و ربه‌کا نماد کلیسا و مسیح است؛ ربه‌کا (کلیسا) برای مدت طولانی منتظر ماند تا اینکه اسحاق (مسیح) به سراغش آید.
کلیسای ارتدکس شرقی و کلیسای کاتولیک اسحاق را مانند دیگر شه‌پدران قدیس محسوب می‌کنند. در تقویم مسیحی ارتدکس شرقی و بیزانسی کلیسای کاتولیک، دومین جمعه قبل از کریسمس (۱۱ تا ۱۷ دسامبر) تحت نام یکشنبه پدران پیشین به شه‌پدران و صالحان عهد عتیق تعلق دارد که اسحاق نیز یکی از آن‌هاست.
در عهد جدید گفته شده اسحاق را پدرش «تقدیم کرد» و اسحاق نیز پسرانش را رحمت بخشید. در نظر پولس، اسحاق نماد آزادی مسیحیان و اسماعیل نماد بردگی یهودیان بود. او می‌گوید هاجر و ساره چون دو عهد هستند؛ هاجر عهد سینای و بنده است، اما ساره و فرزندش آزادند. نامه یعقوب در مورد قربانی‌شدن اسحاق می‌گوید که عدالت به ایمان و عمل نیاز دارد، نه ایمان به تنهایی.
در نامه به عبرانیان، تمایل ابراهیم به قربانی کردن اسحاق و نیز برکت دادن اسحاق به پسرانش یعقوب و عیسو به عنوان نمونه‌های ایمان ذکر شده‌اند. در آیه ۱۹، نویسنده نجات اسحاق از قربانی شدن را مشابه رستاخیز عیسی می‌یابد و قربانی شدن اسحاق را پیش‌درآمدی بر تصلیب عیسی محسوب می‌کند. ژوستین شهید دربارهٔ اسحاق می‌نویسد: «آنان اولین کسانی بودند که خود را وقف یافتن خدا کردند، ابراهیم پدر اسحاق، اسحاق پدر یعقوب، همان‌طور که موسی نوشته‌است.»
تا قبل از شکل‌گیری دیدگاه تاریخی انتقادی نسبت کتاب مقدس در قرون هجده و نوزده، نویسندگان مسیحی نیز مانند یهودیان تصور می‌کردند سه شه‌پدر افراد واقعی تاریخی بوده‌اند و وارد بحث‌های جدی دربارهٔ صحت تاریخی آن‌ها نمی‌شدند. آن‌ها اتفاقات دینی زندگی ابراهیم، اسحاق و یعقوب را برای درک فعالیت‌های خدا مهم می‌یافتند.

### اسلام

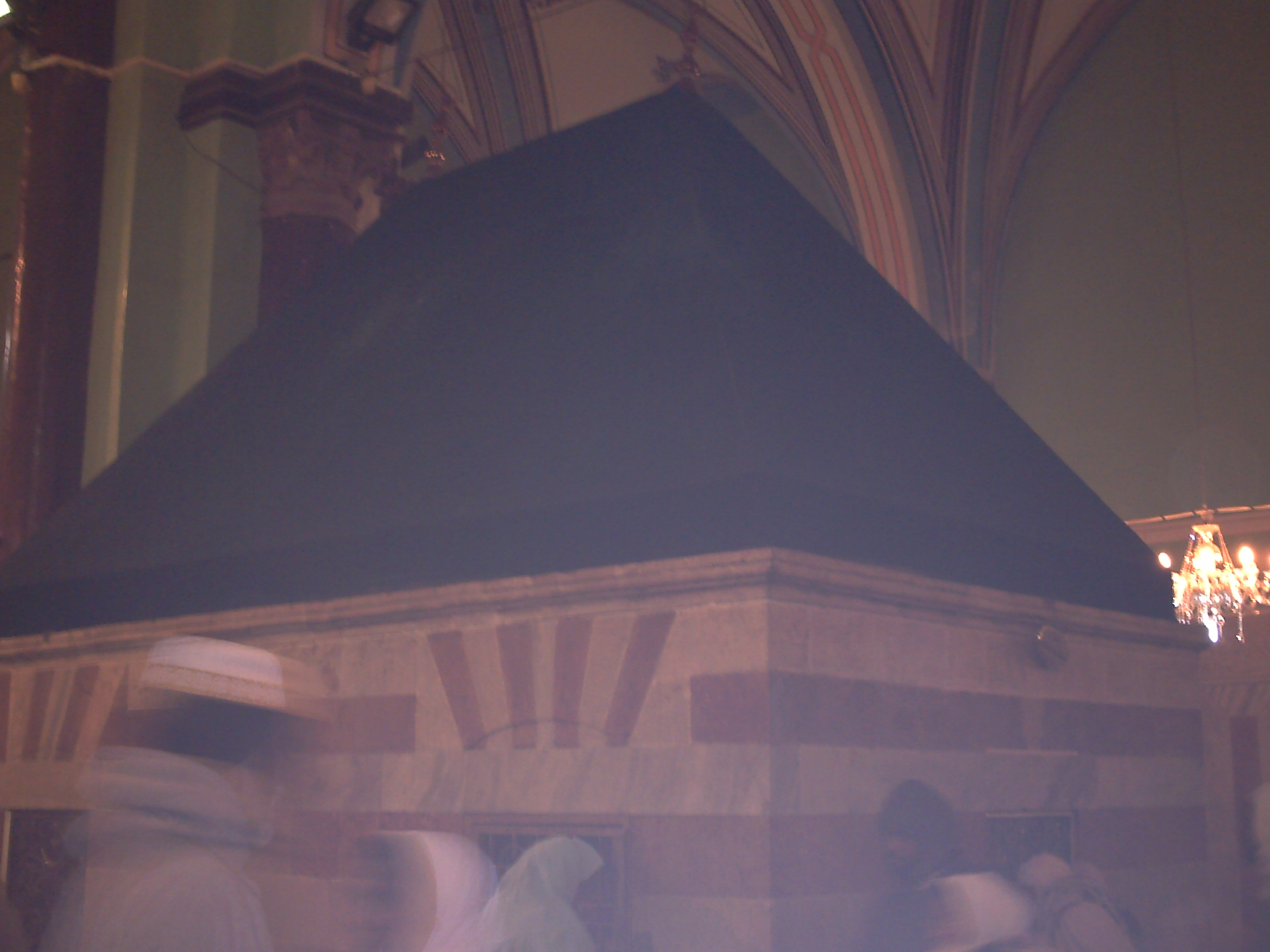
غار مخپلا، الخلیل

اسلام اسحاق را یکی از پیامبران می‌داند و او را پدر بنی‌اسرائیل و بنده صالح خدا معرفی می‌کند. مسلمانان او و اسماعیل را شخصیت‌های مهمی محسوب می‌کنند که بعد از پدرشان ابراهیم پیام توحید را ترویج کردند. میان فرزندان اسحاق، یعقوب نیز شخصیت محترمی نزد مسلمانان است. در قرآن، ۱۵ مرتبه از اسحاق (اغلب در کنار پدرش ابراهیم و پسرش یعقوب) نام برده شده و گاه در این آیات به مسائل کلی مثل رسالت و وحی نیز اشاره کرده‌است. در آیاتی گفته شده‌است که خدا رسالت و کتاب را در نسل ابراهیم قرار داده‌است. در قرآن نام پسری که ابراهیم قصد قربانی کردن او را دارد، ذکر نشده و به همین دلیل بحث‌های داغی میان متفکران مسلمان در ربط با هویت این پسر ایجاد شده‌است. در ابتدا، اکثر آن‌ها اسحاق را پسر مورد نظر می‌دانستند. به نظر می‌رسد در این بحث‌ها رقابت اعراب (که خود را از نسل اسماعیل محسوب می‌کردند) با یهودیان (که اسحاق را جد خود می‌دانستند) و حتی با ایرانیان (که بعد از اسلام برخی از ایشان خود را از نسل اسحاق می‌دانستند) دخیل بوده‌است. برخی از صحابه و تابعین مثل ابن مسعود، عباس بن عبدالمطلب و عمر بن عبدالعزیز ذبیح را اسحاق دانسته‌اند؛ روایتی موجود است که عرب تازه مسلمان شده‌ای نزد عمر بن عبدالعزیز رفت و به او خبر داد یهودیان جد خودشان (اسحاق) را جایگزین اسماعیل کرده‌اند. ابن قتیبه و طبری از دیگر کسانی هستند که فرزند قربانی را اسحاق دانسته‌اند. در نظر طرفداران ذبیح بودن اسماعیل، خدا به ساره وعده یعقوب را داد و نتیجتاً اسحاق نمی‌تواند قربانی باشد. به هر صورت، نهایتاً قربانی شدن اسماعیل به دیدگاه غالب میان مسلمین تبدیل شد. اجماع‌نظر مفسران مسلمان این است که روایات ذبیح‌بودن اسحاق ریشه در منابع اسرائیلیات دارد و روایات صحیحی نیستند. در روایات ائمه شیعه اسماعیل به عنوان ذبیح معرفی می‌شود اما در روایات اهل سنت هر دو دیدگاه بیان شده و در برخی اسماعیل و در برخی دیگر اسحاق ذبیح است.
به‌طور کلی، روایت منابع غیرقرآنی اسلامی از سرگذشت اسحاق با روایت پیدایش، در کلیات هماهنگ است. دربارهٔ کودکی او مطلب خاصی روایت نکرده‌اند. افرادی چون ابن قتیبه و مسعودی و غیره سن ازدواجش را ۴۰ سالگی و همسرش را رفقه بنت بتوئیل بن الیاس معرفی کرده‌اند. اینان نیز گفته‌اند که اسحاق در ۶۰ سالگی صاحب دو فرزند همزاد به نام‌های عیسو و یعقوب شد. با این وجود، مطالب دیگری هم به چشم می‌خورد؛ مثلاً بلعمی، ناصرخسرو و دیگران گفته‌اند که اسحاق بعد از اسماعیل نبوت یافت و اسماعیل به او «اسم اعظم» را آموخت. اسحاق در شام پیامبر بود و جانشین برادرش شد و پیروان ابراهیم و اسماعیل به او پیوستند. مسعودی و ثعلبی داستان وصیت اسحاق به یعقوب را به جزئیات بازگفته‌اند. نویسندگان مسلمان سن اسحاق در زمان مرگ را به طرق مختلفی روایت کرده‌اند و همچنین برخی‌شان مثل ابن قتیبه روایت کرده‌اند که بنی‌اسرائیل مرگ اسحاق را مبدأ تاریخ می‌دانند. تعدادی از نویسندگان مسلمان مثل ابن فقیه، ابن عبدربه و مسعودی گفته‌اند که نام دیگر منوچهر که نیای بزرگ ایرانیان محسوب می‌شده، یعیش بن ویزک بوده و این ویزک، همان اسحاق است. در همین زمینه، مسعودی از شاعری ایرانی به سال ۲۹۰ قمری نقل کرده که معتقد بود ایرانیان به واسطه جدشان اسحاق ذبیح از اعراب برتر هستند. گاه حتی فیلیپ مقدونی پدر اسکندر یا قیصران روم را از نسل اسحاق معرفی کرده‌اند. اسحاق میان عارفان مسلمان نیز جایگاه بالایی داشته و سهروردی خرقه‌پوشی صوفیان را با پیراهنی که یعقوب به یوسف داد (و گفته‌اند که خود از اسحاق به ارث برده بود) مرتبط دانسته‌است.

## در هنر و ادب
| مست و پریشان توام  |  | موقوف فرمان توام       |
| اسحاق و قربان توام |  | این عید قربانی است این |

بیشتر آثار ادبی که به اسحاق پرداخته‌اند، بر قربانی‌شدن او متمرکز بوده‌اند؛ از جمله نمایش‌های کرامات قرون وسطایی انگلیسی، اتوهای مذهبی اسپانیایی رنسانس و اسحاقِ منجی (۱۷۴۰) از پیترو متاستازیو. در دوران مدرن نخستین، چندین نمایشنامه مختلف با محوریت قربانی‌شدن اسحاق خلق شد، از جمله یکی به زبان آزتک در مکزیک (۱۶۷۸) که به اسپانیایی هم ترجمه شد. از آثار قرن ۱۸، دو نمایشنامه ایتالیایی از پیترو فان گلن را می‌توان نام برد. لورنس هاوزمن، نمایشنامه‌نویس انگلیسی نیز در اسحاق و ابراهیم (۱۹۵۰) به این داستان پرداخته‌است. با این حال، در بسیاری دیگر از آثار با محوریت اسحاق از قرون وسطی به این سمت، قربانی‌شدن او نادیده گرفته شده‌است. اثر قرن دوازدهمی طریقت اسحاق و ربه‌کا دربارهٔ مقایسه مسیحیت و یهودیت از همین دسته است. در دوران مدرن نخستین نیز نمایش کمدی اسحاق (۱۵۳۰) از دیگو سانچز، تراژدی اسحاق (۱۶۱۵) از فرانچسکو کونتارینی، ازدواج اسحاق (۱۷۰۳) از فرانس پاپای پاریز و نمایش طنزآلود اسحاق (۱۷۷۹) از فیلیسیتی دوکرست دربارهٔ اسحاقند اما به قربانی‌شدن او نپرداخته‌اند. در قرن ۱۹، نمایشنامه‌ای از یولیوس زه یر (۱۸۸۸) تنها اثر مهم این دوره و اولین اثر نوین از یک نویسنده یهودی در مورد اسحاق است. یوزف برودکسی، شاعر اهل شوروی، نیز در قرن بیستم شعری دربارهٔ اسحاق سرود. در ادبیات فارسی نیز افرادی چون سنایی و سلطان ولد به اسحاق پرداخته‌اند.
قدیمی‌ترین آثار هنری مسیحی در مورد اسحاق، فرسکوهایی هستند که در گوردخمه‌های رومی یافت شده‌اند. آلیسون مور اسمیت آثار مورد نظر را به سه دسته تقسیم کرده‌است:
ابراهیم اسحاق را به سمت قربانگاه می‌برد؛ ابراهیم زودتر در قربانگاه است و اسحاق با هیزم‌ها به سوی او نزدیک می‌شود… ابراهیم بالای پایه ایستاده و اسحاق در کنارش است و هر دو ژستی ثابت قدم دارند… ابراهیم در آستانه قربانی‌کردن اسحاق نشان داده شده‌است، در حالی که اسحاق ایستاده یا در کنار قربانگاه زانو زده‌است. گاه ابراهیم موهای اسحاق را گرفته‌است و برخی اوقات قوچی نیز در صحنه دیده می‌شود و در نقاشی‌های متاخر، دست خدا از بالا ظاهر می‌شود.

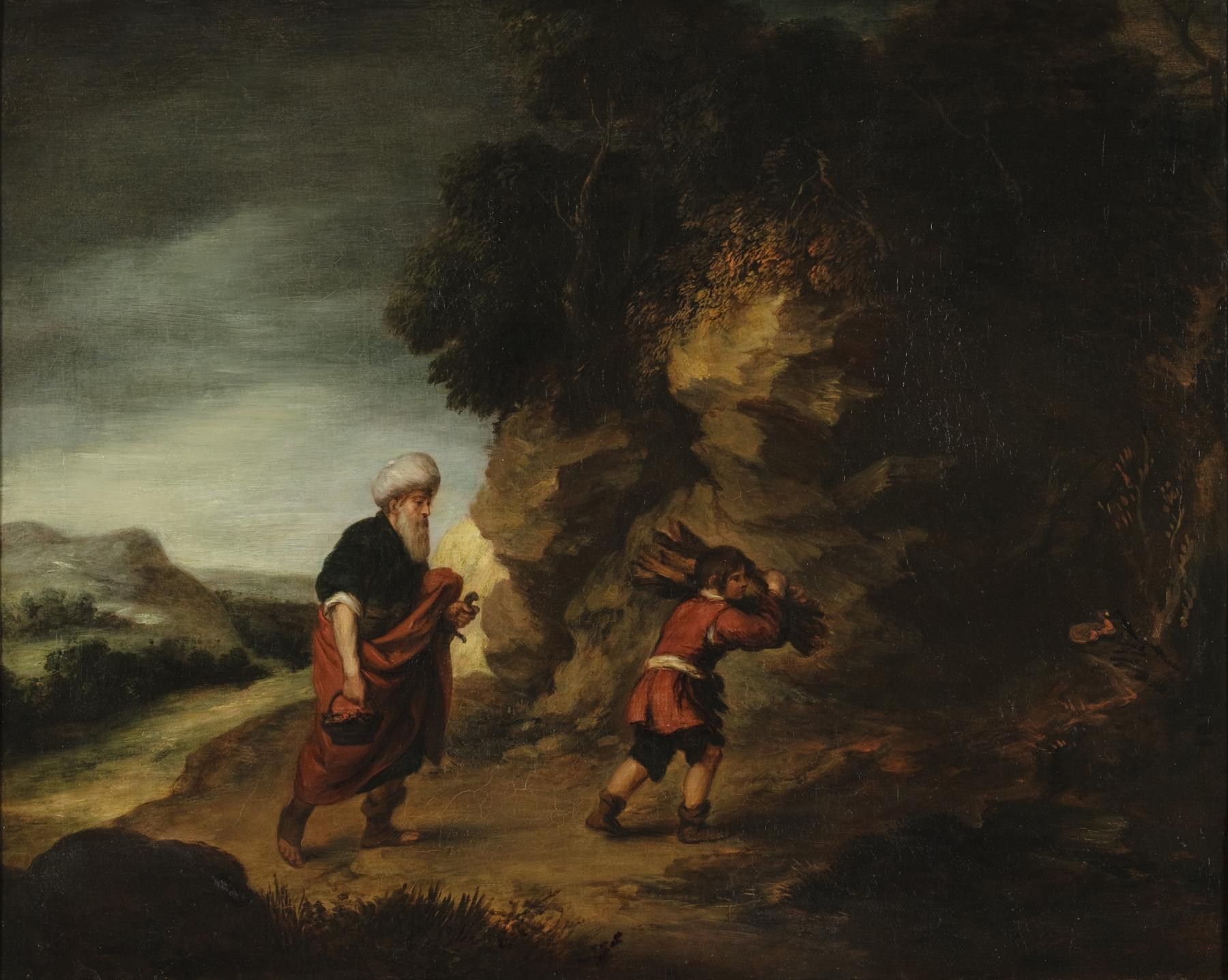
اسحاق هیزم قربانگاه خود را حمل می‌کند.

به‌طور کلی چهار لحظه از روایات مربوط به اسحاق نظر هنرمندان را جلب کرده‌است؛ قربانی شدن او، ملاقات العاذار و ربه‌کا، ازدواج اسحاق و ربه‌کا و برکت دادن اسحاق به پسرانش. در واقع ماجرای ملاقات العاذار و ربه‌کا از ازدواج او با اسحاق بیشتر مورد توجه بوده‌است. در تمثال‌های مسیحی قرون وسطی، اسحاق و ربه‌کا با عیسی و مریم همسان نشان داده می‌شدند. در نقاشی‌های رنسانسی، صحنه‌های مورد نظر سوژه آثاری از پائولو ورونزه، نیکولا پوسن و بارتولومه استبان موریلو بوده‌است. اسحاق در مزامیرنامه سن لوئی و تابلوی آسیاب از کلود لورین نیز حاضر است. نگاره‌ای از او و ربه‌کا در راهروی رافائل در کاخ حواری در واتیکان وجود دارد.
وضعیت اسحاق در سینما و تلویزیون نیز مشابه شرایط او در تنخ بوده‌است؛ در موارد خیلی کمی او به عنوان یک شخصیت اصلی در آثار نمایشی دیده شده و در اغلب فیلم‌ها و سریال‌های مربوط به شه‌پدران، نقشی فراتر از «پسر ابراهیم» یا «پدر یعقوب» نداشته‌است.
قدیمی‌ترین این آثار، فیلم فرانسوی‌زبان قربانی ابراهیم (۱۹۱۱) دربارهٔ ماجرای قربانی‌شدن اسحاق است. در ربه‌کا (۱۹۱۳) به تلاش‌های العاذار برای یافتن همسری برای اسحاق پرداخته شده‌است. اسحاق در یکی از سکانس‌های مراتع سرسبز (۱۹۳۶) ظاهر می‌شود. قربانی‌شدن او در فیلم کتاب مقدس (۱۹۶۶) نیز نمایش داده شده‌است. در فیلم ابراهیم (۱۹۹۳)، ابراهیم پسرانش را مجبور می‌کند بره موردعلاقه خود را بکشند که پیشگویی قربانی‌شدن اسحاق است. در فیلم ایرانی ابراهیم خلیل‌الله (۱۳۸۳) مطابق دیدگاه اسلامی، به جای اسحاق، اسماعیل قربانی می‌شود. در فیلم مسیح (۱۳۸۴) از نادر طالب‌زاده، عیسی به یهودیان می‌گوید آن اسماعیل بود که قربانی شد، نه اسحاق. در فیلم کمدی سال یکم (۲۰۰۹) دو انسان اولیه زمانی‌که ابراهیم مشغول قربانی‌کردن اسحاق است، با او روبرو می‌شوند؛ ابراهیم که خجالت‌زده شده، به آنان توضیح می‌دهد که او و اسحاق مشغول بازی کردن هستند. اسحاق در آثار مختلف دیگری نیز در فیلم‌های مربوط به ابراهیم و یعقوب حضور داشته‌است.

## شجره‌نامه
|      |      |              |              |              |              |              |              |         |         |         |         |            |            |            |            | تارح       |            |      |      |      |      |                                                                     |                                                                     |                                                                     |                                                                     |                                                                     |                                                                     |  |  |                |                |                |                |                |                |       |       |                  |                  |                  |                  |                  |                  |         |         |                      |                      |                      |                      |                      |                      |            |            |            |            |  |  |
|      |      |              |              |              |              |              |              |         |         |         |         |            |            |            |            |            |            |      |      |      |      |                                                                     |                                                                     |                                                                     |                                                                     |                                                                     |                                                                     |  |  |                |                |                |                |                |                |       |       |                  |                  |                  |                  |                  |                  |         |         |                      |                      |                      |                      |                      |                      |            |            |            |            |  |  |
|      |      |              |              |              |              |              |              |         |         |         |         |            |            |            |            |            |            |      |      |      |      |                                                                     |                                                                     |                                                                     |                                                                     |                                                                     |                                                                     |  |  |                |                |                |                |                |                |       |       |                  |                  |                  |                  |                  |                  |         |         |                      |                      |                      |                      |                      |                      |            |            |            |            |  |  |
| ساره | ساره | ساره         | ساره         | ساره         | ساره         |              |              | ابراهیم | ابراهیم | ابراهیم | ابراهیم | ابراهیم    | ابراهیم    |            |            | هاجر       | هاجر       | هاجر | هاجر | هاجر | هاجر |                                                                     |                                                                     |                                                                     |                                                                     |                                                                     |                                                                     |  |  |                |                |                |                |                |                |       |       |                  |                  |                  |                  | هاران            | هاران            | هاران   | هاران   | هاران                | هاران                |                      |                      |                      |                      |            |            |            |            |  |  |
| ساره | ساره | ساره         | ساره         | ساره         | ساره         |              |              | ابراهیم | ابراهیم | ابراهیم | ابراهیم | ابراهیم    | ابراهیم    |            |            | هاجر       | هاجر       | هاجر | هاجر | هاجر | هاجر |                                                                     |                                                                     |                                                                     |                                                                     |                                                                     |                                                                     |  |  |                |                |                |                |                |                |       |       |                  |                  |                  |                  | هاران            | هاران            | هاران   | هاران   | هاران                | هاران                |                      |                      |                      |                      |            |            |            |            |  |  |
|      |      |              |              |              |              |              |              |         |         |         |         |            |            |            |            |            |            |      |      |      |      |                                                                     |                                                                     | ناحور                                                               |                                                                     |                                                                     |                                                                     |  |  |                |                |                |                |                |                |       |       |                  |                  |                  |                  |                  |                  |         |         |                      |                      |                      |                      |                      |                      |            |            |            |            |  |  |
|      |      |              |              |              |              |              |              |         |         |         |         |            |            |            |            |            |            |      |      |      |      |                                                                     |                                                                     |                                                                     |                                                                     |                                                                     |                                                                     |  |  |                |                |                |                |                |                |       |       |                  |                  |                  |                  |                  |                  |         |         |                      |                      |                      |                      |                      |                      |            |            |            |            |  |  |
|      |      |              |              |              |              |              |              |         |         |         |         | اسماعیل    | اسماعیل    | اسماعیل    | اسماعیل    | اسماعیل    | اسماعیل    |      |      |      |      |                                                                     |                                                                     |                                                                     |                                                                     |                                                                     |                                                                     |  |  |                |                |                |                | ملکه           | ملکه           | ملکه  | ملکه  | ملکه             | ملکه             |                  |                  | لوط              | لوط              | لوط     | لوط     | لوط                  | لوط                  |                      |                      | یسکه                 | یسکه                 | یسکه       | یسکه       | یسکه       | یسکه       |  |  |
|      |      |              |              |              |              |              |              |         |         |         |         | اسماعیل    | اسماعیل    | اسماعیل    | اسماعیل    | اسماعیل    | اسماعیل    |      |      |      |      |                                                                     |                                                                     |                                                                     |                                                                     |                                                                     |                                                                     |  |  |                |                |                |                | ملکه           | ملکه           | ملکه  | ملکه  | ملکه             | ملکه             |                  |                  | لوط              | لوط              | لوط     | لوط     | لوط                  | لوط                  |                      |                      | یسکه                 | یسکه                 | یسکه       | یسکه       | یسکه       | یسکه       |  |  |
|      |      |              |              |              |              |              |              |         |         |         |         |            |            |            |            |            |            |      |      |      |      |                                                                     |                                                                     |                                                                     |                                                                     |                                                                     |                                                                     |  |  |                |                |                |                |                |                |       |       |                  |                  |                  |                  |                  |                  |         |         |                      |                      |                      |                      |                      |                      |            |            |            |            |  |  |
|      |      |              |              |              |              |              |              |         |         |         |         |            |            |            |            |            |            |      |      |      |      |                                                                     |                                                                     |                                                                     |                                                                     |                                                                     |                                                                     |  |  |                |                |                |                |                |                |       |       |                  |                  |                  |                  |                  |                  |         |         |                      |                      |                      |                      |                      |                      |            |            |            |            |  |  |
|      |      |              |              |              |              |              |              |         |         |         |         | بنی‌اسماعیل | بنی‌اسماعیل | بنی‌اسماعیل | بنی‌اسماعیل | بنی‌اسماعیل | بنی‌اسماعیل |      |      |      |      | هفت پسر                                                             | هفت پسر                                                             | هفت پسر                                                             | هفت پسر                                                             | هفت پسر                                                             | هفت پسر                                                             |  |  | بتوئیل         | بتوئیل         | بتوئیل         | بتوئیل         | بتوئیل         | بتوئیل         |       |       | نخستین دختر      | نخستین دختر      | نخستین دختر      | نخستین دختر      | نخستین دختر      | نخستین دختر      |         |         |                      |                      |                      |                      | دومین دختر           | دومین دختر           | دومین دختر | دومین دختر | دومین دختر | دومین دختر |  |  |
|      |      |              |              |              |              |              |              |         |         |         |         | بنی‌اسماعیل | بنی‌اسماعیل | بنی‌اسماعیل | بنی‌اسماعیل | بنی‌اسماعیل | بنی‌اسماعیل |      |      |      |      | هفت پسر                                                             | هفت پسر                                                             | هفت پسر                                                             | هفت پسر                                                             | هفت پسر                                                             | هفت پسر                                                             |  |  | بتوئیل         | بتوئیل         | بتوئیل         | بتوئیل         | بتوئیل         | بتوئیل         |       |       | نخستین دختر      | نخستین دختر      | نخستین دختر      | نخستین دختر      | نخستین دختر      | نخستین دختر      |         |         |                      |                      |                      |                      | دومین دختر           | دومین دختر           | دومین دختر | دومین دختر | دومین دختر | دومین دختر |  |  |
|      |      |              |              |              |              |              |              |         |         |         |         |            |            |            |            |            |            |      |      |      |      |                                                                     |                                                                     |                                                                     |                                                                     |                                                                     |                                                                     |  |  |                |                |                |                |                |                |       |       |                  |                  |                  |                  |                  |                  |         |         |                      |                      |                      |                      |                      |                      |            |            |            |            |  |  |
|      |      |              |              |              |              |              |              |         |         |         |         |            |            |            |            |            |            |      |      |      |      |                                                                     |                                                                     |                                                                     |                                                                     |                                                                     |                                                                     |  |  |                |                |                |                |                |                |       |       |                  |                  |                  |                  |                  |                  |         |         |                      |                      |                      |                      |                      |                      |            |            |            |            |  |  |
|      |      | اسحاق        | اسحاق        | اسحاق        | اسحاق        | اسحاق        | اسحاق        |         |         | ربه‌کا   | ربه‌کا   | ربه‌کا      | ربه‌کا      | ربه‌کا      | ربه‌کا      |            |            |      |      |      |      |                                                                     |                                                                     |                                                                     |                                                                     |                                                                     |                                                                     |  |  |                |                | لابان          | لابان          | لابان          | لابان          | لابان | لابان |                  |                  | موآبیان          | موآبیان          | موآبیان          | موآبیان          | موآبیان | موآبیان |                      |                      | بنی‌عمون              | بنی‌عمون              | بنی‌عمون              | بنی‌عمون              | بنی‌عمون    | بنی‌عمون    |            |            |  |  |
|      |      | اسحاق        | اسحاق        | اسحاق        | اسحاق        | اسحاق        | اسحاق        |         |         | ربه‌کا   | ربه‌کا   | ربه‌کا      | ربه‌کا      | ربه‌کا      | ربه‌کا      |            |            |      |      |      |      |                                                                     |                                                                     |                                                                     |                                                                     |                                                                     |                                                                     |  |  |                |                | لابان          | لابان          | لابان          | لابان          | لابان | لابان |                  |                  | موآبیان          | موآبیان          | موآبیان          | موآبیان          | موآبیان | موآبیان |                      |                      | بنی‌عمون              | بنی‌عمون              | بنی‌عمون              | بنی‌عمون              | بنی‌عمون    | بنی‌عمون    |            |            |  |  |
|      |      |              |              |              |              |              |              |         |         |         |         |            |            |            |            |            |            |      |      |      |      |                                                                     |                                                                     |                                                                     |                                                                     |                                                                     |                                                                     |  |  |                |                |                |                |                |                |       |       |                  |                  |                  |                  |                  |                  |         |         |                      |                      |                      |                      |                      |                      |            |            |            |            |  |  |
|      |      |              |              |              |              |              |              |         |         |         |         |            |            |            |            |            |            |      |      |      |      |                                                                     |                                                                     |                                                                     |                                                                     |                                                                     |                                                                     |  |  |                |                |                |                |                |                |       |       |                  |                  |                  |                  |                  |                  |         |         |                      |                      |                      |                      |                      |                      |            |            |            |            |  |  |
|      |      | عیسو         | عیسو         | عیسو         | عیسو         | عیسو         | عیسو         |         |         | یعقوب   | یعقوب   | یعقوب      | یعقوب      | یعقوب      | یعقوب      |            |            |      |      |      |      |                                                                     |                                                                     |                                                                     |                                                                     |                                                                     |                                                                     |  |  |                |                |                |                |                |                |       |       |                  |                  |                  |                  |                  |                  |         |         |                      |                      |                      |                      | راحل                 | راحل                 | راحل       | راحل       | راحل       | راحل       |  |  |
|      |      | عیسو         | عیسو         | عیسو         | عیسو         | عیسو         | عیسو         |         |         | یعقوب   | یعقوب   | یعقوب      | یعقوب      | یعقوب      | یعقوب      |            |            |      |      |      |      |                                                                     |                                                                     |                                                                     |                                                                     |                                                                     |                                                                     |  |  |                |                |                |                |                |                |       |       |                  |                  |                  |                  |                  |                  |         |         |                      |                      |                      |                      | راحل                 | راحل                 | راحل       | راحل       | راحل       | راحل       |  |  |
|      |      |              |              |              |              |              |              |         |         |         |         |            |            |            |            |            |            |      |      |      |      |                                                                     |                                                                     |                                                                     |                                                                     |                                                                     |                                                                     |  |  |                |                |                |                |                |                |       |       |                  |                  |                  |                  | بلحه             |                  |         |         |                      |                      |                      |                      |                      |                      |            |            |            |            |  |  |
|      |      |              |              |              |              |              |              |         |         |         |         |            |            |            |            |            |            |      |      |      |      |                                                                     |                                                                     |                                                                     |                                                                     |                                                                     |                                                                     |  |  |                |                |                |                |                |                |       |       |                  |                  |                  |                  |                  |                  |         |         |                      |                      |                      |                      |                      |                      |            |            |            |            |  |  |
|      |      | پادشاهی ادوم | پادشاهی ادوم | پادشاهی ادوم | پادشاهی ادوم | پادشاهی ادوم | پادشاهی ادوم |         |         |         |         |            |            |            |            |            |            |      |      |      |      |                                                                     |                                                                     |                                                                     |                                                                     |                                                                     |                                                                     |  |  |                |                |                |                | زلفه           | زلفه           | زلفه  | زلفه  | زلفه             | زلفه             |                  |                  |                  |                  |         |         |                      |                      |                      |                      |                      |                      |            |            |            |            |  |  |
|      |      |              | پادشاهی ادوم | پادشاهی ادوم | پادشاهی ادوم | پادشاهی ادوم | پادشاهی ادوم |         |         |         |         |            |            |            |            |            |            |      |      |      |      |                                                                     |                                                                     |                                                                     |                                                                     |                                                                     |                                                                     |  |  |                |                |                |                | زلفه           | زلفه           | زلفه  | زلفه  | زلفه             | زلفه             |                  |                  |                  |                  |         |         |                      |                      |                      |                      |                      |                      |            |            |            |            |  |  |
|      |      |              |              |              |              |              |              |         |         |         |         |            |            |            |            |            |            |      |      |      |      |                                                                     |                                                                     |                                                                     |                                                                     | لیه                                                                 |                                                                     |  |  |                |                |                |                |                |                |       |       |                  |                  |                  |                  |                  |                  |         |         |                      |                      |                      |                      |                      |                      |            |            |            |            |  |  |
|      |      |              |              |              |              |              |              |         |         |         |         |            |            |            |            |            |            |      |      |      |      |                                                                     |                                                                     |                                                                     |                                                                     |                                                                     |                                                                     |  |  |                |                |                |                |                |                |       |       |                  |                  |                  |                  |                  |                  |         |         |                      |                      |                      |                      |                      |                      |            |            |            |            |  |  |
|      |      |              |              |              |              |              |              |         |         |         |         |            |            |            |            |            |            |      |      |      |      |                                                                     |                                                                     |                                                                     |                                                                     |                                                                     |                                                                     |  |  |                |                |                |                |                |                |       |       |                  |                  |                  |                  |                  |                  |         |         |                      |                      |                      |                      |                      |                      |            |            |            |            |  |  |
|      |      |              |              |              |              |              |              |         |         |         |         |            |            |            |            |            |            |      |      |      |      | ۱. رئوبن ۲. شمعون ۳. لاوی ۴. یهودا ۹. یساکار ۱۰. زبولون دینه (دختر) | ۱. رئوبن ۲. شمعون ۳. لاوی ۴. یهودا ۹. یساکار ۱۰. زبولون دینه (دختر) | ۱. رئوبن ۲. شمعون ۳. لاوی ۴. یهودا ۹. یساکار ۱۰. زبولون دینه (دختر) | ۱. رئوبن ۲. شمعون ۳. لاوی ۴. یهودا ۹. یساکار ۱۰. زبولون دینه (دختر) | ۱. رئوبن ۲. شمعون ۳. لاوی ۴. یهودا ۹. یساکار ۱۰. زبولون دینه (دختر) | ۱. رئوبن ۲. شمعون ۳. لاوی ۴. یهودا ۹. یساکار ۱۰. زبولون دینه (دختر) |  |  | ۷. جاد ۸. اشیر | ۷. جاد ۸. اشیر | ۷. جاد ۸. اشیر | ۷. جاد ۸. اشیر | ۷. جاد ۸. اشیر | ۷. جاد ۸. اشیر |       |       | ۵. دان ۶. نفتالی | ۵. دان ۶. نفتالی | ۵. دان ۶. نفتالی | ۵. دان ۶. نفتالی | ۵. دان ۶. نفتالی | ۵. دان ۶. نفتالی |         |         | ۱۱. یوسف ۱۲. بنیامین | ۱۱. یوسف ۱۲. بنیامین | ۱۱. یوسف ۱۲. بنیامین | ۱۱. یوسف ۱۲. بنیامین | ۱۱. یوسف ۱۲. بنیامین | ۱۱. یوسف ۱۲. بنیامین |            |            |            |            |  |  |